# Sferna astronomija
Sfêrna astronomíja ali pozicíjska astronomíja (tudi pozícijska ~) je ena izmed najstarejših vej astronomije, ki se ukvarja z določanjem leg nebesnih teles na nebesni krogli. Podatki se podajajo tako, da je možno določiti lego nebesnih teles za poljubno izbrani trenutek (dan in ura) na mestu opazovalca na površini Zemlje. Osnova sferni astronomiji so sferna geometrija in meritve, ki jih opravlja astrometrija.

## Elementi sferne astronomije
Osnovna elementa sferne astronomije sta koordinatni sistem in čas. Kot koordinatni sistem se običajno uporablja ekvatorski koordinatni sistem. Lega nebesnega telesa se podaja z dvema koordinatama (rektascenzija in deklinacija). Za določanje lege nebesnega telesa v horizontnem koordinatnem sistemu potrebujemo še zemljepisno širino in krajevni čas mesta opazovanja. Tako dobimo altitudo in azimut, kar nam omogoči poiskati nebesno telo na nebesni krogli.
Koordinate nebesnih teles (zvezde in galaksije) se podajajo v zvezdnih katalogih, ki vsebujejo podatke za vsako leto posebej. Zaradi precesije in nutacije se koordinate rahlo spreminjajo. 
Koordinate za Sonce in planete se objavljajo v efemeridah.